# Flossensauger
Die Flossensauger (Gastromyzontidae („Bauchsauger“)) sind eine in Südchina und Südostasien in klaren, schnell fließenden Gewässern verbreitete Familie der Schmerlenartigen (Cobitoidea).

## Bau und Lebensweise
In einer morphologischen Serie, die also nicht die Phylogenese repräsentieren muss, kann man ausgehen von schmerlenartigen Bachfischen (schlank, drehrund, Schwanz abgeflacht), deren Brust- und Bauchflossen dann in charakteristischer Weise verbreitert werden, um durch die Strömung verstärkt dem Sediment angedrückt zu werden und so die Haftfähigkeit zu vergrößern. Die Verbreiterung auch der Bauchfläche ist schon deutlich bei den Balitoridae (mit großen, viereckigen Paarflossen; sie können sich schon mit der Bauchfläche etwas ansaugen; der hintere Teil der Brustflosse kann aber noch aufgebogen zum „Rudern“ verwendet werden); auch der Kopf wird breiter, der Rumpf z. T. kürzer, höher (Homaloptera-Arten). Bei den Gastromyzontidae endlich ist die Anpassung an schnellströmendes Wasser am weitesten gediehen, die Bauchfläche ist breit, mitsamt den Paarflossen bildet sie einen rundlichen „Saugnapf“, der (wie man an Glasscheiben sieht) tatsächlich Unterdruck eine Weile halten kann, aber in der Natur mehr durch Reibung (angepresst durch die überströmte Rumpfform) wirkt. Die Fische "laufen" auch hundertfüßlerartig auf ihren Flossenstrahlen (wie dies auch von Plattfischen bekannt ist). Die Gattung mit der breitesten Scheibe ist wohl Sewellia, deren Bauchflossen so breit wie die Brustflossen sind.
Die Augen stehen hoch am Kopf, sollen aber nach den Seiten blicken, weshalb die Augenhöhlen (Orbitae; wie bei Callionymidae) oben etwas aus dem Schädel ragen. Ca. 30 Wirbel. Das kleine Maul mit mehr oder weniger deutlichen (6) Barteln ist Teil dieser Scheibe, mitunter umgeben von weiteren bartelartigen Hautlappen zum Schaben, trägt aber nicht wie bei anderen Karpfen- (s. Mahseer, Gyrinocheilidae) und Welsartigen (Loricariidae die Hauptlast der Ansaugung am Substrat, sondern kann sich mehr der Atmung und dem Algen-„Ablutschen“ widmen. Wegen des geringeren Unterdrucks am Maul und dessen Zahnlosigkeit sind diese Tiere aber keine richtigen Algen-"Wegputzer", sie kehren die Algen nur ab und fressen besonders die Mikrofauna im Aufwuchsteppich. Zum Putzen von Aquarium-Glasscheiben haben sie wenig Voraussetzungen. (Es gibt aber Arten, die schärfer abschaben.) Die Umgebung des Maules bzw. dessen Beweglichkeit ist recht unterschiedlich, bei manchen Gattungen ist ein typischer Maxillarapparat entwickelt.

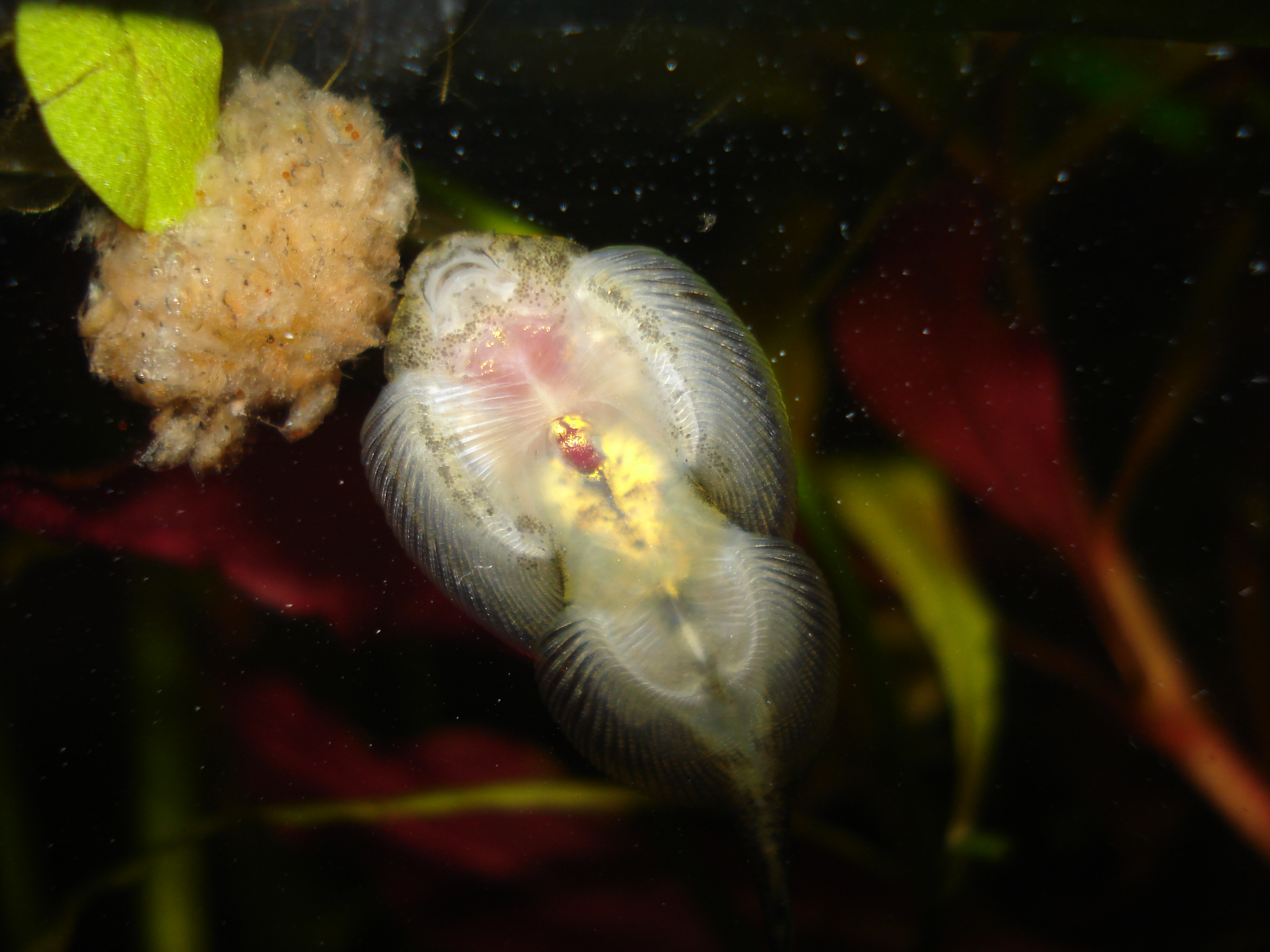
Beaufortia leveretti, Unterseite

Bei den meisten „geigenförmigen“ Gastromyzontidae sind die vorderen (4-6) Strahlen der Paarflossen einfach, die hinteren zerspalten. Die Brustflossenstrahlen sind fast aufs Doppelte (13→24) vermehrt, die der Bauchflossen von 7 auf 17.
- Flossenformel von Sewellia lineolata: D 11-12, A 1/4, P 22-23, V 18-19, C 11.

Im Unterschied zu den Balitoridae haben die Gastromyzontidae nur einen vorn liegenden, unverzweigte Flossenstrahlen in den Brust- und Bauchflossen (Balitoridae zwei oder mehr Flossenstrahlen). Die Schwanzflosse ist abgerundet. Die Rumpfbauchseite ist unpigmentiert, unbeschuppt und durchscheinend (man sieht Kiemen, Herz und Leber), die Rückenseite meist mit hellen (dunklen) Punkten oder Flecken gemustert. Die Schuppen sind klein (ca. 50 an der Seitenlinie) bis sehr klein. Die Männchen sind mitunter an Perlorganen an den vorderen Strahlen der Brustflossen kenntlich. Ein Verbreitungszentrum der Gastromyzontidae scheint Kalimantan zu sein.
Diese Flossensauger sind kleine, oft lebhafte, gesellige Tiere mit mausartigem Huschen (z. T. dämmerungsaktiv). Untereinander raufen sie aber gern (Rangkämpfe, zeitweise Territorialität wie bei anderen "Weidern", etwa Plecoglossus altivelis; Wickler 1971).
Im Gegensatz zu Gyrinocheilus fallen sie andere Fische nicht an, um sie anzuraspeln. Für Aquarienpflege sind sie dennoch wenig geeignet, weil man ihnen die starke Strömung von „frischem“ (Süß-)Wasser ja kaum bieten kann (einige Arten kommen allerdings auch in Seen vor); Nachzucht gelingt bisher nur gelegentlich. Sie zeigen eine bemerkenswerte Fähigkeit, aus ihnen nicht zusagenden Becken herauszukriechen.

## Ökologischer Vergleich

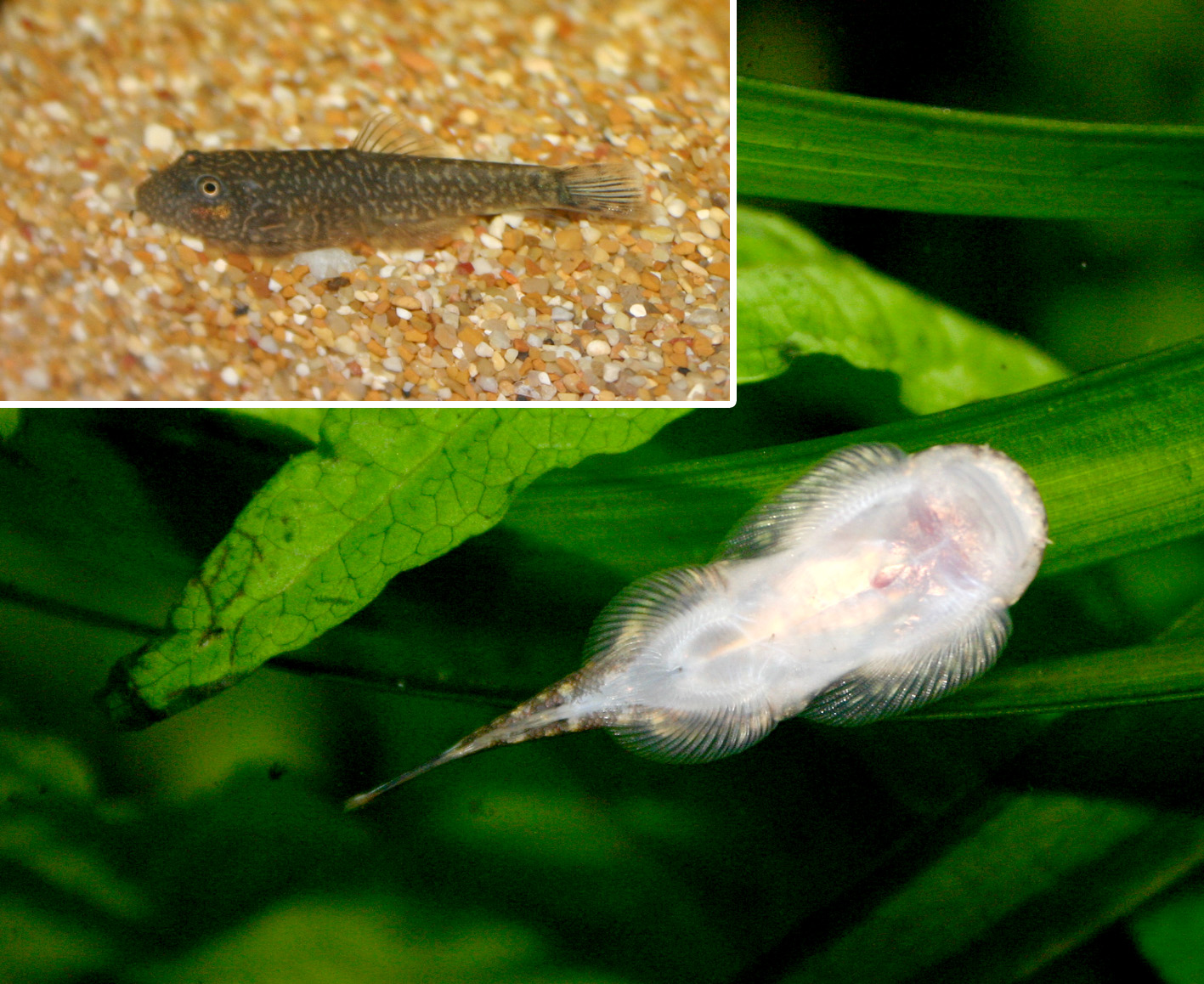
Gastromyzon fasciatus, Seitenansicht und auf Glasscheibe festgesaugt (Unterseite). Borneo. 7 cm.

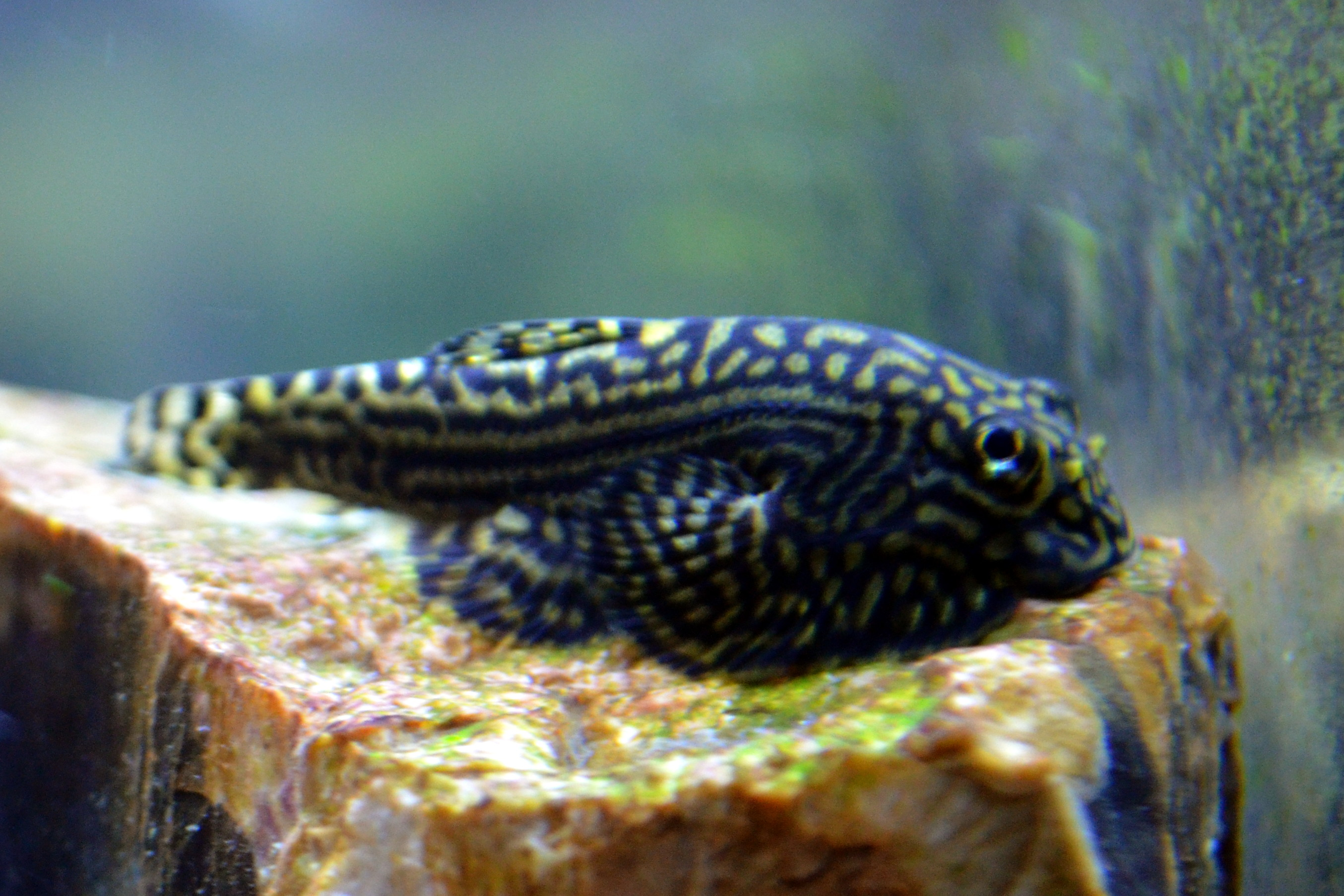
Sewellia lineolata, Stromgebiet des Mekong, 5,7 cm

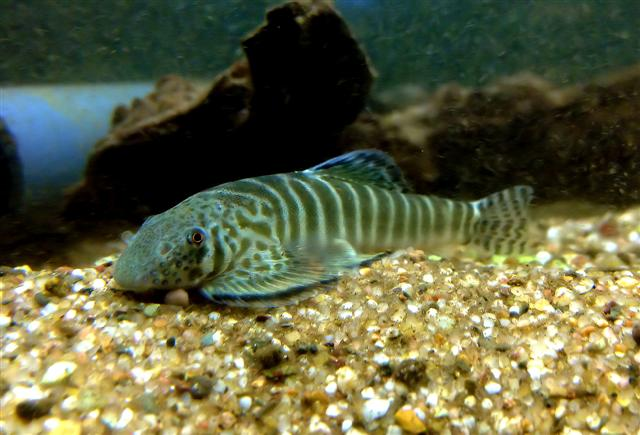
Pseudogastromyzon fasciatus

Andere Fische mit Ansauge-Funktion machen es mit einem Saugnapf aus den verwachsenen Bauchflossen (Grundeln, Schildfische, Cyclopteridae) – aber vorwiegend in der marinen Brandungszone. Die Gastromyzontidae sind die stärkste Annäherung der Teleostei an die Rochen-Form (Rhinobatidae, Torpedo u. a.; wenn auch mit anderer Ökologie. Bei den Rochen kann der Schwanz reduziert werden, bei den Balitoriden bleibt er Hauptantriebsorgan. Die verengten Kiemenöffnungen einiger Gattungen dienen wohl der Unterstützung der Fortbewegung durch Auspressen von Atemwasser, wie bei Aspredinidae oder Molidae). Merkwürdigerweise gab es sogar schon bei den Placodermi ähnliche „Fische“ (die devonische Gemuendina). Diese hatten die Nase bei den Augen oben auf der Schnauze wie die Schmerlen, während die Rochen sie unten, beim Mund, haben (Die Cypriniformen haben dafür ja große Geschmacksfelder). Trotz ihrer Plattheit sind selbst die Gastromyzontidae nicht als besonders depress aufzufassen – die Platycephalidae etwa überragen sie da deutlich.

## Gattungen
Zu den Flossensaugern gehören 20 Gattungen und etwa 125 Arten.
- Annamia Hora, 1932 (1 Art; Mekong-Gebiet; 8 cm)
- Bashimyzon Gong & Zhang, 2024 (2 Arten; Südchina)
- Beaufortia Hora, 1932 (16 Arten; Südchina; 12 cm)
- Erromyzon Kottelat, 2004 (4 Arten; Hinterindien, China; 5 cm)
- Formosania Oshima, 1919 (10 Arten; China)
- Gastromyzon Günther, 1874, Typusgattung (36 Arten; Borneo, Malaysia, Indonesien; 10 cm)
- Glaniopsis Boulenger, 1899 (4 Arten; Borneo; 10 cm)
- Hypergastromyzon Roberts, 1989 (2 Arten; Indonesien, Borneo; 5 cm)
- Katibasia Kottelat, 2004 (1 Art; Borneo; 4 cm)
- Liniparhomaloptera Fang, 1935 (4 Arten; Hinterindien, China; 7 cm)
- Neogastromyzon Popta, 1905 (6 Arten; Indonesien; Malaysia; 7 cm)
- Paraprotomyzon Pellegrin & Fang, 1935 (4 Arten; China; 6 cm)
- Parhomaloptera Vaillant, 1902 (1 Art; Borneo; 9 cm)
- Plesiomyzon Zheng & Chen, 1980 (1 Art; China (Hainan); 4 cm)
- Protomyzon Hora, 1932 (4 Arten; China, Borneo; 7 cm)[4]
- Pseudogastromyzon Nichols, 1925 (9 Arten; Hinterindien, China; 7 cm)
- Sewellia Hora, 1932 (13 Arten; Vietnam, Laos, China; 7 cm)
- Vanmanenia Hora, 1932 (16 Arten; Vietnam, China, Laos; 9 cm)
- Yaoshania Kottelat, 2012 (1 Art; Guangxi (China) 5 cm)

## Belege
1. ↑  H. W. Fowler (1905): Some fishes from Borneo. Proc. Acad. Nat. Sci. Philad. 57: 455-523.
2. 1 2  Joseph S. Nelson, Terry C. Grande, Mark V. H. Wilson: Fishes of the World. Wiley, Hoboken, New Jersey, 2016, ISBN 978-1118342336. Seite 192.
3. ↑  Maurice Kottelat (2012): Conspectus cobitidum: an inventory of the loaches of the world (Teleostei: Cypriniformes: Cobitoidei). The Raffles Bulletin of Zoology, Suppl. No. 26: 1-199. PDF (Memento des Originals vom 11. Februar 2013 im Internet Archive)  Info: Der Archivlink wurde automatisch eingesetzt und noch nicht geprüft. Bitte prüfe Original- und Archivlink gemäß Anleitung und entferne dann diesen Hinweis.
4. ↑  Maurice Kottelat (2004): On the Bornean and Chinese Protomyzon (Teleostei: Balitoridae), with descriptions of two new genera and two new species from Borneo, Vietnam and China. Ichthyol. Explor. Freshwaters 15: 301-310.